# Washington Camacho

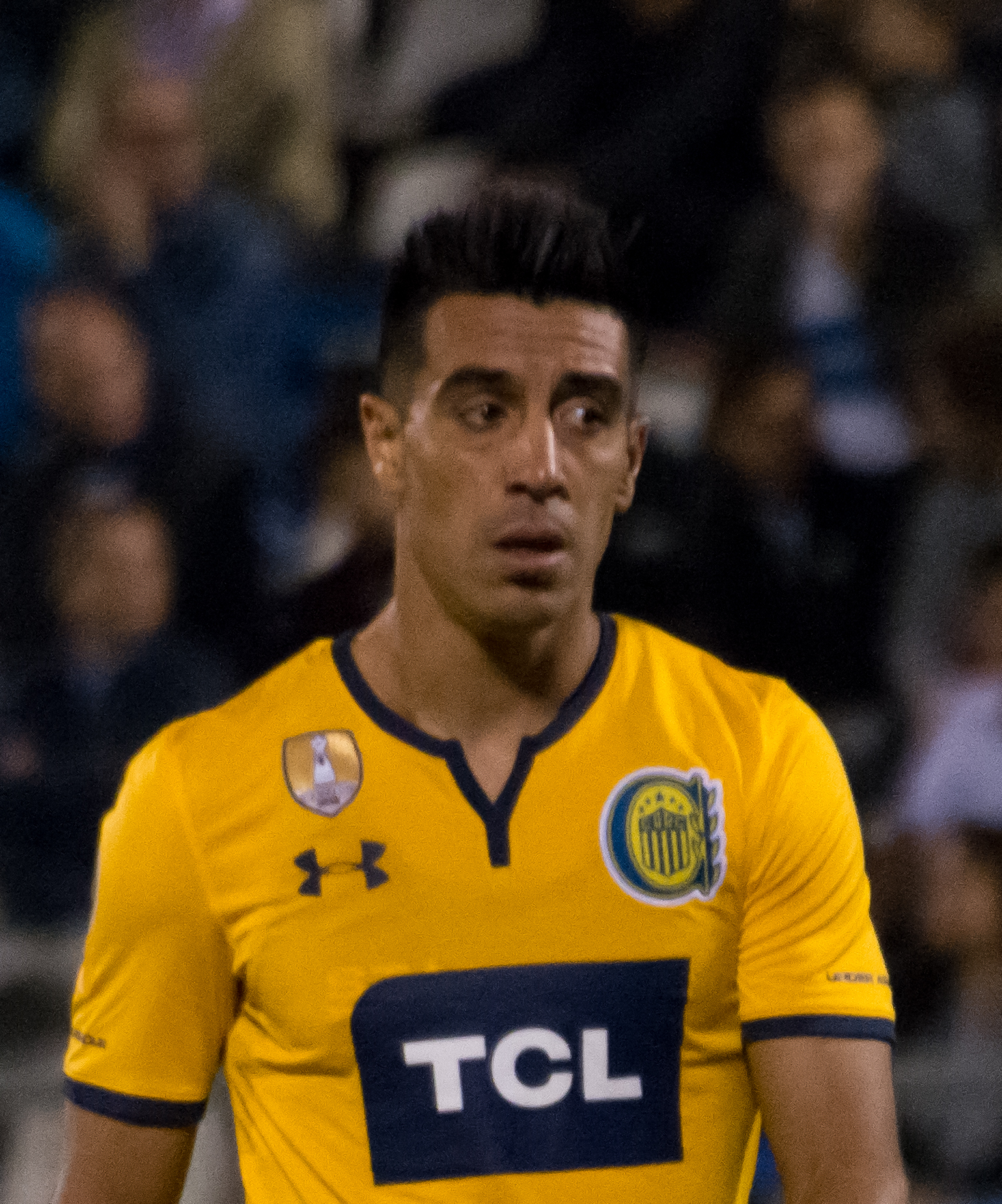
Camacho no Rosário Central

Washington Fernando Camacho Martínez (Paso de los Toros, 8 de Abril de 1986) é um futebolista uruguaio que atua como meio-campo. Atualmente defende o Club Social y Deportivo Defensa y Justicia.

Em janeiro de 2021, sagrou-se campeão da Copa Sul-Americana de 2020 jogando pelo Club Social y Deportivo Defensa y Justicia.
Na partida final da Copa Sul-Americana, entre o Club Atlético Lanús, marcou um dos gols do título.